# Max Cetto

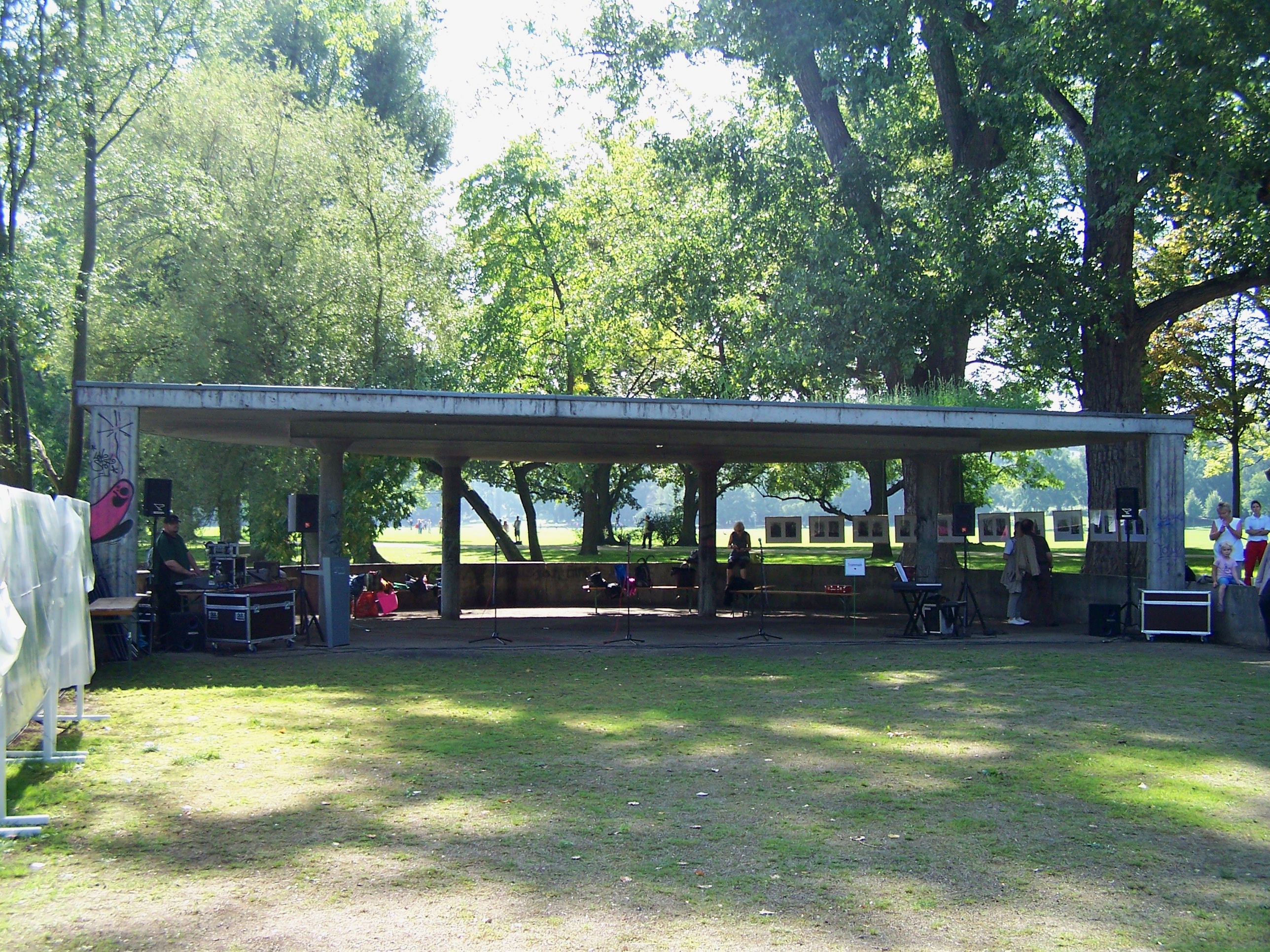
Unterstandshalle von Max Cetto von 1928 im Ostpark von Frankfurt-Ostend, Zustand von 2011

Max Cetto (* 20. Februar 1903 in Koblenz; † 5. April 1980 in Mexiko-Stadt; vollständiger Name: Max Ludwig Cetto Day) war ein deutsch-mexikanischer Architekt.

## Leben
Cetto studierte Architektur an der Technischen Hochschule Darmstadt, der Technischen Hochschule München und zuletzt an der Technischen Hochschule Berlin bei Hans Poelzig, wo er 1925 sein Studium abschloss. Danach war er Mitarbeiter von Ernst May im Siedlungsamt der Stadt Frankfurt am Main am Projekt Neues Frankfurt. Sein Volkshaus West in der Hellershofsiedlung von Mart Stam wurde nicht realisiert. Ab 1929 lehrte er für einige Jahre an der heutigen Hochschule für Gestaltung Offenbach.
1928 gehörte er zu den Gründungsmitgliedern des Congrès International d’Architecture Moderne (Internationaler Kongress Moderner Architektur), der bis in die späten 1950er Jahre ein renommiertes Forum für Architekten und Stadtplaner war.
Zwischen 1936 und 1937 war er zusammen mit anderen Architekten verantwortlich für die Umsetzung der Baupläne der Heinkel-Werke Oranienburg.
Er emigrierte 1938 in die USA und arbeitete in San Francisco zusammen mit dem österreichisch-amerikanischen Architekten Richard Neutra. Der Kontakt mit Wright und die Zeit in Kalifornien waren sehr entscheidend für seine organische Vision der Architektur.
1939 ließ er sich in Mexiko nieder, einem Land, das er liebte und in dem er ein einzigartiges Werk schuf, das Modernität, lokale Materialien und Respekt für die Landschaft miteinander verband. Im Jahr 1947 wurde er mexikanischer Staatsbürger und arbeitete zusammen mit Luis Barragán an der Entwicklung der Wohnsiedlung Jardines del Pedregal, wobei er die Gebäude in die vulkanische Lava integrierte, ohne die Natur zu verändern.
Zu seinen bedeutendsten Werken in Mexiko gehören das Thermalbad San José Purúa in Jungapeo, Michoacán, das er zusammen mit Jorge Rubio errichtete (1940); das Gebäude für Künstler am Kreisverkehr von Melchor Ocampo, ein Gemeinschaftswerk mit Luis Barragán (1940); die Casa Quintana am Ufer des Tequesquitengo-Sees (1947); das Casa-Estudio Rufino Tamayo in Polanco (1949), sein eigenes Casa-Estudio in El Pedregal (1949), die Casas-Muestra in der Av. Fuentes 130 und 140 im selben Fraccionamiento (1951); die gemeinsam mit Félix Candela entworfene Gerberei Temola in Cuautla, Morelos (1967–68), und der Deutsche Club von Mexiko in Tepepan (1970–79).
Neben seiner Arbeit als Architekt war er auch ein bedeutender Architekturhistoriker und theoretiker sowie Dozent, sowohl an der Fakultät für Architektur der UNAM (1965–1980) als auch als Gastprofessor an mehreren Universitäten in Nordamerika, Redner in Europa und den Vereinigten Staaten und Autor zahlreicher Texte, wie z. B. seines Buches Moderne Architektur in Mexiko (1961).
Die Kunsthistorikerin Anna Maria Cetto war seine Schwester. Er war mit Catarina Kramis verheiratet, sie haben drei Kinder: Verónica, Ana María und Bettina.
Cetto starb 1980 im Kreise seiner Familie in seinem Haus im Pedregal, das heute ein Lebensraum ist, der seinen Geist und sein Vermächtnis bewahrt. Sein Werk, das Modernität, Tradition und ökologische Sensibilität miteinander verbindet, bleibt eine wichtige Referenz für die zeitgenössische Architektur.

## Archive
Bestand im Deutschen Architekturmuseum in Frankfurt am Main.
Archivo Max Cetto, Universidad Autónoma Metropolitana, Azcapotzalco, México.
Max Cetto Papers, Getty Research Institute, Los Angeles.
McCoy, Esther, Esther McCoy Papers, 1920–1989. Archives of American Art, Smithsonian Institution, Washington, D.C.

## Schriften
- Glas und Gesundheit. In: Frankfurter Zeitung, vom Oktober 1929.
- Eine Fabrik von 1903. Das Fabrikgebäude der Spielwarenfabrik Margarete Steiff, Giengen a. d. Brenz (Wttbg.). In: Das Neue Frankfurt, 4. Jahrgang 1932/1933, S. 88.
- Brief eines jungen deutschen Architekten an Dr. Goebbels. In: Die Neue Stadt, Ausgabe Mai 1933, S. 26–28.
  - Carta de un joven arquitecto alemán al Sr. Goebbels, Ministro del Reich de Propaganda e Ilustración del Pueblo. (In die spanische Sprache übersetzt von Mariana Frenk Westheim) In: Susanne Dussel Peters: Max Cetto (1903–1980). Arquitecto mexicano-aleman. UAM, México 1995, ISBN 970-62-0719-8, pp. 70–73.
- Anmerkungen zur Zeit. Das Mehr-scheinen-als-sein ist erfolgreich industrialisiert worden. In: Baukunst und Werkform, Jahrgang 1954, Nr. 5, S. 247–249.
- Wohnbauten in einer Lavalandschaft Mexicos. In: Baukunst und Werkform, Jahrgang 1954, Heft 1–2, S. 37–58.
- Mexiko heute. In: Bauwelt, Jahrgang 1955, Nr. 52, S. 1078.
- Lettre de Mexique. In: Zodiac, Nr. 1 (vom Oktober 1957), S. 206.
- Modern Architecture in Mexico/Arquitectura moderna en México. F. Praeger, New York City 1961.
  - als Nachdruck / Faksimile: Museo de Arte Moderno, México 2011.
- Moderne Architektur in Mexiko/Modern Architecture in Mexico. Hatje Verlag, Stuttgart 1961.
- Candela, Felix. In: Gerd Hatje (Hrsg.): Knaurs Lexikon der Modernen Architektur. Hatje Verlag, München / Zürich 1963, S. 58f.
- Mexiko. In: Gerd Hatje (Hrsg.): Knaurs Lexikon der Modernen Architektur. Hatje Verlag, München / Zürich 1963, S. 167–169.
- Why Mexican Architecture is Different. In: Sergio Bath et al.: Symposium on Latin America. Wellesley College, Barnette Miller Foundation, Wellesley 1963, S. 143–161.
- Gedanken zur Architektur der Zukunft. Entwicklungstendenzen in Mexiko. In: Josef Walter Hollatz (Hrsg.): Bauen in der Zukunft. 1. Internationaler Baukongress Essen, 4.–6. Juni 1964, im Rahmen der Deutschen Bauausstellung DEUBAU '64. Verein Deutsches Bauzentrum e.V., Essen 1964, S. 9–28.
  - gekürzte Fassung erschienen in: Der Architekt, Jahrgang 1964, Nr. 10 (Oktober 1964), S. 311–314.
  - Reflexiones sobre la construcción en el futuro. In: Revista Calli internacional, revista analítica de arquitectura contemporánea, No. 44, México 1969, S. 48–54 (aus der deutschen Sprache übersetzt von Bettina Cetto)
- Sobre la feria de Nueva York. In: Arquitectos México, No. 22 (1965).
- Candela und seine Schalen. (Übersetzung in die deutsche Sprache und Einleitung von Colin Faber) Georg D. W. Callwey Verlag, München 1965.
- Walter Gropius. (Übersetzung in die spanische Sprache von Bettina Cetto) In: Arquitectura Mexico, Nr. 102 (vom April 1970), S. 209–221.
- Some Skeptical Remarks about Prophesying and Planning the Future of Architecture. In: The Semester Review of the Clemson College of Architecture (Clemson, South Carolina, USA) Ausgabe Frühjahr 1971 (Spring 1971), S. 1–5.
- Influencias externas y significado de la tradición. In: Roberto Segre (Hrsg.): América Latina en su Arquitectura. (UNESCO, Siglo XXI eds.) México 1975, S. 170–185.
- Architecture Mexicaine 1968-1978. In: Techniques et Architecture, Jahrgang 1978, Nr. 320 (Juni–Juli 1978), S. 122–123.
- Arquitectura moderna en México. In: Revista Arquitecto, 4. Jahrgang 1979, Nr. 14 (September / Oktober 1979).
- O Gorman, Juan. In: Emanuel Muriel (Hrsg.): Contemporary Architects. St. Martin‘s Press, New York City 1980, S. 594.

Rezensionen
- zu Richard Döcker: Terrasentyp. In: Das Neue Frankfurt, Ausgabe September 1930, S. 210.